# Campylorhynchus albobrunneus
Carriça-de-cabeça-branca ou garrincha-de-cabeça-branca (Campylorhynchus albobrunneus) é uma espécie de ave da família Troglodytidae.
Pode ser encontrada nos seguintes países: Colômbia e Panamá.
Os seus habitats naturais são: florestas subtropicais ou tropicais húmidas de baixa altitude e florestas secundárias altamente degradadas.